# Parkstad Limburg Stadion
Parkstad Limburg Stadion (wym. /ˈpɑrk.stɑt ˈlɪm.bʏrx ˈstaː.di.jɔn/) – stadion piłkarski znajdujący się w mieście Kerkrade, w Holandii. Został oddany do użytku w 2000. Od tego czasu swoje mecze na tym obiekcie rozgrywa grający w Eerste divisie zespół Roda JC Kerkrade. Pojemność stadionu wynosi 19 979 miejsc.
Obiekt zastąpił wysłużony stadion Gemeentelijk Sportpark Kaalheide, użytkowany przez Rodę w latach 1962-2000.